# Muriel (pel·lícula)
Muriel (títol original: Muriel ou le Temps d'un retour) és una pel·lícula francesa dirigida per Alain Resnais, estrenada el 1963. Ha estat doblada al català.

## Argument[2]
Setembre 1962. Hélène Aughain, al començament de la quarantena i antiquària a domicili, viu a Boulogne-sur-Mer amb Bernard Aughain, el seu gendre que ha tornat d'Algèria. Fa tornar el seu amor de joventut, Alphonse Noyard, un home dissimulador, encisador i hàbil. Arriba acompanyat d'una jove, Françoise, actriu principiant, que fa passar per la seva neboda. Hélène els acull i la cohabitació del grup serà una font de tensions: reminiscència del passat propi de cadascun, resolució del passat i amors contrariats.
Muriel és una de les rares pel·lícules d'Alain Resnais amb exposició lineal: el llargmetratge s'estrena el vespre del dissabte 29 de setembre de 1962 i s'acaba quinze dies més tard, el diumenge 14 d'octubre.

## Repartiment
- Delphine Seyrig: Hélène Aughain
- Jean-Pierre Kérien: Alphonse Noyard
- Jean-Baptiste Thierrée: Bernard Aughain
- Nita Klein: Françoise
- Claude Sainval: Roland de Smoke
- Laurence Badie: Claudie
- Jean Champion: Ernest Choisy
- Martine Vatel: Marie-Dominique
- Nelly Borgeaud: la dona de la parella de compradors
- Philippe Laudenbach: Robert
- Catherine de Seynes: Angèle
- Gaston Joly: Antoine
- Gérard Lorin: Marc
- Françoise Bertin: Simone
- Wanda Kérien: la cliente
- Jean-Jacques Lagarde: l'empleat del casino
- Laure Paillette: la clienta al carrer
- Robert Bordenave: el crupier
- Yves Vincent: l'home de la parella de compradors
- Paul Chevallier
- Éliane Chevet
- Yves Peneau

## Premis i nominacions
Premis
- 1963: Copa Volpi per la millor interpretació femenina per Delphine Seyrig

Nominacions
- 1963: Lleó d'Or